# Странники (Секретные материалы)
«Странники» (англ. «Travelers») — 15-й эпизод 5-го сезона сериала
«Секретные материалы». Премьера
состоялась 29 марта 1998 года на телеканале FOX.
Эпизод принадлежит к типу «монстр недели» и косвенно связан с основной
«мифологией сериала», заданной в
первой серии.
Режиссёр — Уильям Грэхэм, автор сценария — Джон Шайбан и Фрэнк Спотниц, приглашённые звёзды — Фредрик Лене, Гаррет Диллахант, Брайан Лекнер.
В США серия получила рейтинг домохозяйств Нильсена, равный 9,9, который означает, что в день
выхода серию посмотрели 15,06 миллиона человек.
Главные герои серии — Фокс Малдер (Дэвид Духовны) и Дана Скалли (Джиллиан Андерсон), агенты ФБР, расследующие сложно поддающиеся научному
объяснению преступления, называемые Секретными материалами.

## Сюжет
1990 год. В Каледонии, Висконсин, при попытке задержания полицейские убивают пожилого мужчину по имени Эдвард Скур. Перед смертью Скур произносит фамилию «Малдер». Фокс Малдер, на тот момент — агент Отдела поведенческих наук ФБР, понимает, что убитый, скорее всего, связан с его отцом, Уильямом Малдером. Так же, агент обнаруживает, что Скур числится погибшим с 1952 года. Он обращается за помощью к Артуру Дейлзу (Даррен МакГэвин), отставному агенту ФБР, который расследовал дело Скура в 1952 году. Поначалу, Дейлз категорически отказывается обсуждать это дело, однако Малдер угрожает ему повесткой в суд, убеждая Артура рассказать историю Скура.
1952 год. Артур Дейлз и его напарник, агент Хейс Мишель пытаются арестовать служащего Государственного Департамента США Эдварда Скура по обвинению в коммунистических политических взглядах. Через несколько часов после задержания Скур совершает самоубийство в следственном изоляторе. Дейлз чувствует личную ответственность за смерть Скура, поэтому едет к нему домой, чтобы извиниться перед его женой. Прибыв на место, он неожиданно сталкивается с живым Скуром и пытается его задержать. В последующей схватке Скур одерживает верх и пытается убить Артура с помощью паукообразного придатка, появившегося у него изо рта. Дейлза спасает сосед Скура, который вовремя заметил схватку. Скур стремительно ретируется.
Дейлз пытается доказать, что Скур не погиб, на что он напрямую указывает в отчёте. После того, как он предоставляет отчёт начальству, он подвергается угрозам со стороны государственного юриста Роя Кона, который настаивает, чтобы Дейлз изменил отчёт. Позицию Кона поддерживает и напарник Дейлза, Мишель.
Позднее, Дейлза и Мишеля вызывают в Чеви-Чейз, штат Мэрилэнд, для расследования убийства немецкого учёного. Полиция Чеви-Чейза отрицает, что привлекала к делу ФБР. Дейлз замечает на барной подставке надпись «Приходи один». В баре он встречается с служащим Государственного Департамента США Уильямом Малдером. Малдер рассказывает Дейлзу о правительственном проекте по симбиотическому скрещеванию, целью которого было создание симбиотической связи между инопланетным организмом и организмом человека. В качестве испытуемых выбирались ветераны Второй Мировой Войны, одним из которых был Эдвард Скур. Помимо Скура, в проекте принимали участие ещё двое испытуемых, которые совершили самоубийство. Одним из ведущих учёных проекта был немецкий иммигрант, тело которого было найдено ранее. Скур мстит за эксперименты, которые ставили над ним и другими испытуемыми. Так же Малдер сообщает, что Скур намерен прикончить Дейлза и Мишеля, так как считает, что они — часть правительственного заговора. Дейлз пытается спасти напарника, однако терпит неудачу, так как Скур добирается до Мишеля первым. Дейлз жаждет расследовать убийство напарника, но его попытки прерываются Роем Коном.
Дороти Бансен, секретарь ФБР, помогает Дейлзу найти документы, в которых фигурирует государственный служащий по фамилии Гиссинг, один из трёх подопытных, участвовавший в государственном проекте по симбиотическому скрещеванию. В морге Дейлз убеждает судебно-медицинского эксперта провести вскрытие тела Гиссинга, в ходе которого в грудной клетке обнаруживается странный паукообразный организм, который гибнет, как только оказывается вне тела Гиссинга. Дейлз едет домой к Скуру, чтобы сообщить его жене об экспериментах, которые ставили на Эдварде. Позднее, жена Скура спускается в бомбоубежище на заднем дворе, где её ожидает Эдвард. Он подтверждает рассказ Дейлза, и поясняет, что, несмотря на то, что его организм представляет с инопланетным организмом единое целое, это доставляет ему невероятные мучения, так как он почти постоянно испытывает неимоверный голод, поэтому Эдварду приходится бороться, чтобы воздержаться от очередного убийства. В конце концов, инопланетный организм берёт верх, и Скур убивает жену.
Дейлз посещает аудиенцию с директором ФБР Джоном Эдгаром Гувером, организованную с подачи Роя Кона. Гувер убеждает Дейлза помочь поймать Скура. Заручившись поддержкой Уильяма Малдера, Дейлз встречается со Скуром в баре, где вступает с Эдвардом в схватку, в которой ему удаётся одержать верх.
Фокс Малдер встревожен, так как понял, что его отец был частью правительственного заговора. Малдер пытается выяснить у Дейлза о последовавшем побеге Скура, однако Артур отвечает, что почти ничего не знает о побеге преступника, приводя лишь домысел, что побег мог быть организован кем-то из правительства. Так же, Дейлз выражает надежду, что правда о том, что сделали со Скуром, когда-нибудь откроется.
Финальная сцена эпизода демонстрирует, что Уильям Малдер везёт Скура по федеральной трассе. Он останавливается, освобождает Скура от наручников, отдаёт ему ключи от машины и уходит.

## Написание и кастинг
Эпизод был вдохновлен историей Говарда Димсдейла, сценариста, на которого в 1950-х годах негативно повлиял чёрный список Голливуда. Димсдейл написал несколько фильмов под псевдонимом «Артур Дейлс» — имя, которое в конечном итоге вошло в этот эпизод. В течение многих лет Димсдейл был преподавателем в Американском институте кино в Лос-Анджелесе, где преподавал исполнительному продюсеру Фрэнку Спотнитцу и сопродюсеру Джону Шибану. Разрабатывая этот эпизод, они решили объединить многие истории Димсдейла о «паранойе, предательстве и двойной игре» с идеей о том, что «охота на ведьм на самом деле была дымовой завесой, скрывающей что-то еще». Сценаристы вскоре поняли, что, перенеся эпизод в прошлое, они также смогут «проследить корни Фокса Малдера и Секретных материалов».
Скалли не появилась в этом эпизоде, поскольку Джиллиан Андерсон была занята на съёмках заключительной части «Борьбы за будущее». Известный актёр Даррен МакГэвин появляется в роли старого Артура Дейлса. На эту роль его специально просил Крис Картер, поскольку был большим поклонником репортера Карла Колчака, которого МакГэвин сыграл в фильме 1972 года «Ночной Сталкер» и одноимённом хоррор-сериале. Директор по кастингу Рик Милликен отметил: «МакГэвин вдохновил Криса на написание этого сериала. Он всегда думал, что Даррена можно где-то использовать, и это действительно было сделано. Он сказал: „Я хочу, чтобы для этого образа был Даррен МакГэвин“, он оказался доступен и мы его поймали». Первоначально МакГэвин был первым выбором режиссёров по кастингу на роль сенатора Мэтисона для первого сезона второго сезона «Маленькие зеленые человечки». Позже МакГэвина рассматривали на роль отца Малдера, но он оказался занят. В конце концов, МакГэвин наконец согласился появиться в сериале в роли Дейлса. В дальнейшем МакГэвин повторил эту роль в нескольких сериях и образ был расширен.

## Cъемки
Поскольку пятый сезон сериала снимался в условиях ряда финансовых и временных ограничений, производство «Путешественников» было несколько поспешным. Художник по костюмам Дженни Гуллет была вынуждена «лихорадочно» брать напрокат или создавать винтажную одежду, представленную в эпизоде, а арт-директор Гэри Аллен провел обширное исследование, чтобы офис Дж. Эдгара Гувера выглядел реалистично. Аллен также построил бомбоубежище, потому что его отец был подрядчиком, который построил несколько таких бомбоубежищ. Супервайзер по спецэффектам Тоби Линдала создал «инопланетного паука», а также специальный прибор для лица, который носил Гаррет Диллахант. Окончательный фильм был слегка обесцвечен на этапе постобработки, чтобы придать ему «винтажный вид». Производственный персонал остался доволен конечным продуктом, отметив, что он «отдает должное» как «болезненным противоречиям 1950-х годов», так и «Секретным материалам» как «современному телесериалу».
В эпизоде есть несколько шуток. В доме немецкого врача звучит популярная песня «Лили Марлен», новая запись которой была сделана специально для этого эпизода. На обложке пластинки трек назван «Паулой Рабвини», отсылкой к одному из продюсеров сериала, Полу Рабвини. Агент Хейс Мишель был назван в честь невесты Мэри Астадурян, исполнительного помощника создателя сериала Криса Картера.